# Liste der Biografien/Tat
Liste der Biografien |
Portal Biografien |
Personensuche
# |
A |
B |
C |
D |
E |
F |
G |
H |
I |
J |
K |
L |
M |
N |
O |
P |
Q |
R |
S |
T |
U |
V |
W |
X |
Y |
Z |
?
 
Ta |
Tc |
Te |
Tf |
Tg |
Th |
Ti |
Tj |
Tk |
Tl |
Tm |
To |
Tq |
Tr |
Ts |
Tu |
Tv |
Tw |
Tx |
Ty |
Tz
 
Taa |
Tab |
Tac |
Tad |
Tae |
Taf |
Tag |
Tah |
Tai |
Taj |
Tak |
Tal |
Tam |
Tan |
Tao |
Tap |
Taq |
Tar |
Tas |
Tat |
Tau |
Tav |
Taw |
Tax |
Tay |
Taz
Die Liste der Biografien führt alle Personen auf, die in der deutschsprachigen Wikipedia einen Artikel haben. Dieses ist eine Teilliste mit 266 Einträgen von Personen, deren Namen mit den Buchstaben „Tat“ beginnt.

## Tat

### Tata
- Tata Güines (1930–2008), kubanischer Perkussionist, Bandleader, Komponist und Arrangeur
- Tata Nacho (1894–1968), mexikanischer Komponist
- Tata, Dorabji (1859–1932), indischer Industrieller
- Tata, Jamshedji (1839–1904), indischer Unternehmer; Vater der indischen Industrialisierung
- Tata, Jehangir Ratanji Dadabhoy (1904–1993), indischer Geschäftsmann
- Tata, Joe E. (1936–2022), US-amerikanischer Schauspieler
- Tata, Ratan (1937–2024), indischer UnternehmerRatan Tata (1937–2024)

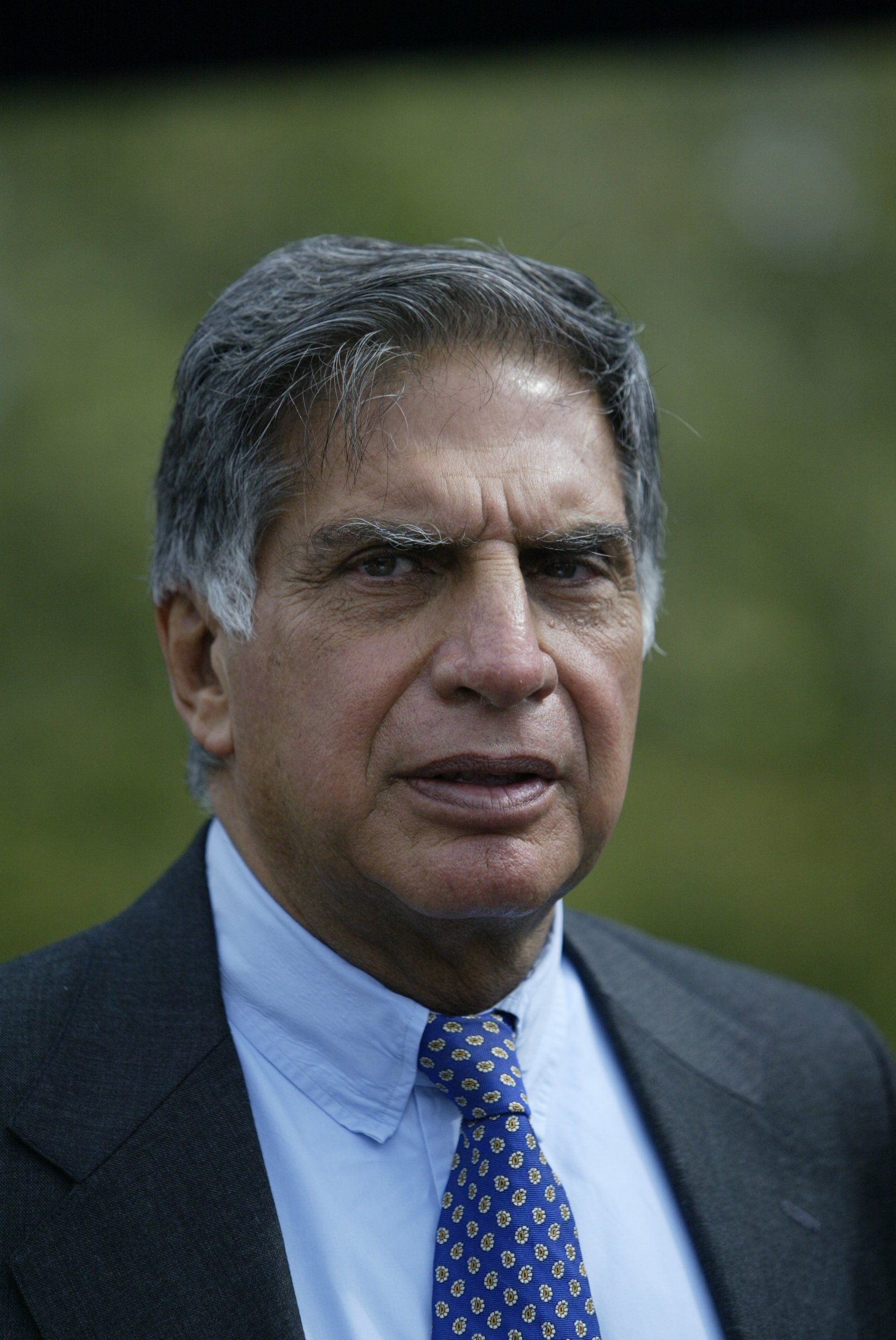
Ratan Tata (1937–2024)

- Tata-Muya, Rose (* 1960), kenianische Hürdenläuferin, Sprinterin und Mittelstreckenläuferin
- Tatachar Venugopal, Dhruthi (* 1997), indische Tennisspielerin
- Tatad, Francisco (* 1939), philippinischer Politiker
- Tatadim, äthiopischer Kaiser, Negus Negest von Äthiopien
- Tatagiba, Marcos Soares (* 1963), brasilianischer Mediziner und Universitätsprofessor
- Tatah, Djamel (* 1959), französischer Maler
- Tatah, Veye (* 1971), kamerunische Informatikerin und Journalistin
- Tatai, Ilona (* 1935), ungarische kommunistische Politikerin und Wirtschaftsmanagerin
- Tatai, Péter (* 1983), ungarischer Handballspieler
- Tatai, Tibor (* 1944), ungarischer Kanute
- Tatalin, Roman Wiktorowitsch (* 1992), russischer Eishockeyspieler
- Tatalina, Anastassija Wiktorowna (* 2000), russische Freestyle-Skisportlerin
- Tataloo, Amir (* 1987), iranischer Sänger, Rapper und Songwriter
- Tatamai, Rochus (* 1962), papua-neuguineischer römisch-katholischer Ordensgeistlicher und Erzbischof von Rabaul
- Tatan, Fahri (* 1983), türkischer Fußballspieler
- Tatangelo, Anna (* 1987), italienische Popsängerin
- Tatani, Ikue (* 1984), japanische Badmintonspielerin
- Tatanka (* 1961), US-amerikanischer WrestlerTatanka (* 1961)

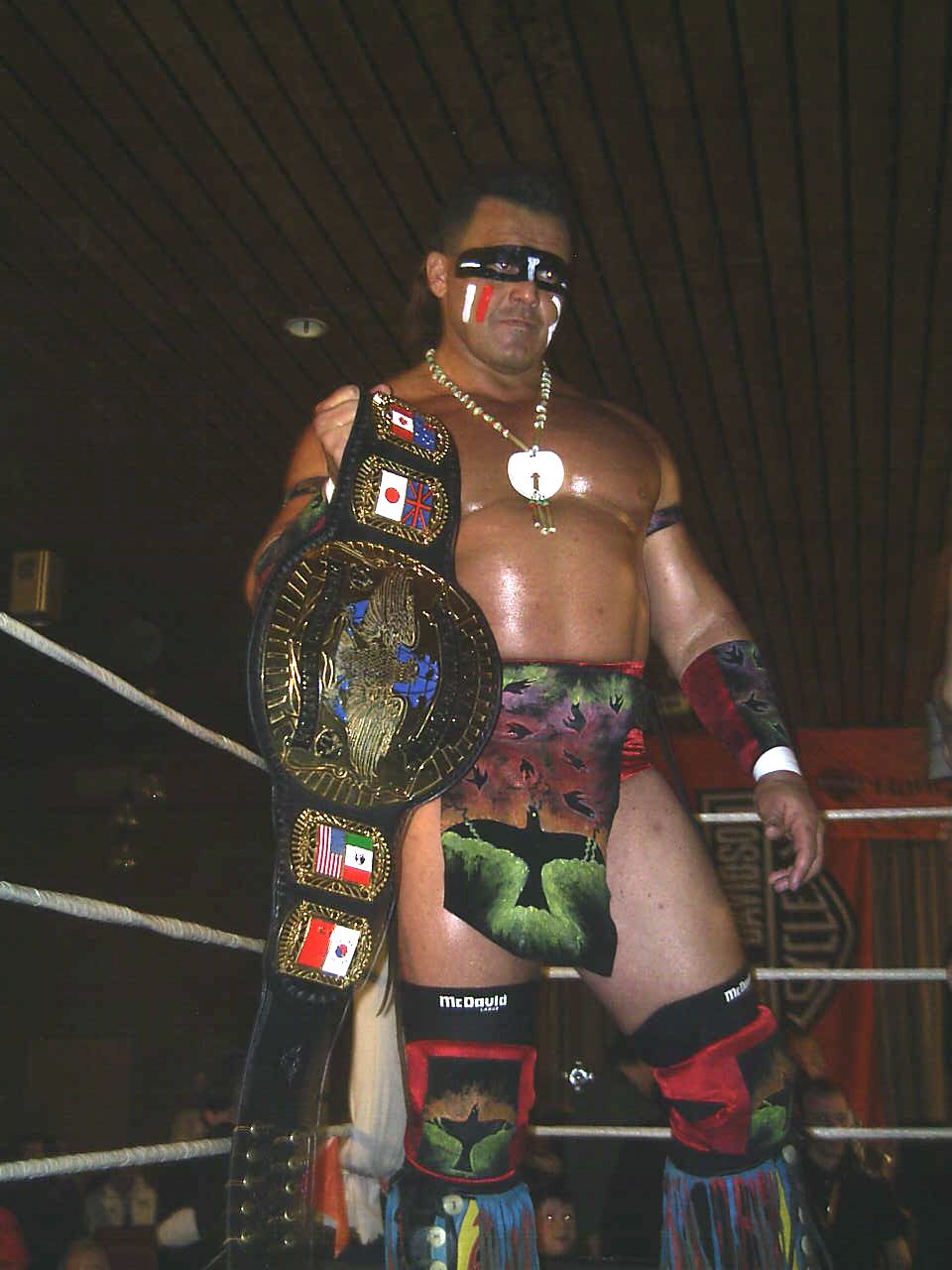
Tatanka (* 1961)

- Tatar, Alfred (* 1963), österreichischer Fußballspieler und -trainer
- Tatar, Andrijana (* 1995), montenegrinische Handballspielerin
- Tatar, Ben (1930–2012), US-amerikanischer Schauspieler
- Tatar, Ersin (* 1960), türkisch-zyprischer Politiker
- Tatar, Gülsüm (* 1985), türkische Boxerin
- Tatar, Maria (* 1945), US-amerikanische Germanistin
- Tatar, Nur (* 1992), türkische Taekwondoin
- Tatár, Sándor (* 1962), ungarischer Dichter und Übersetzer
- Tatar, Seyfi (1945–2015), türkischer Boxer
- Tatar, Tomáš (* 1990), slowakischer EishockeyspielerTomáš Tatar (* 1990)

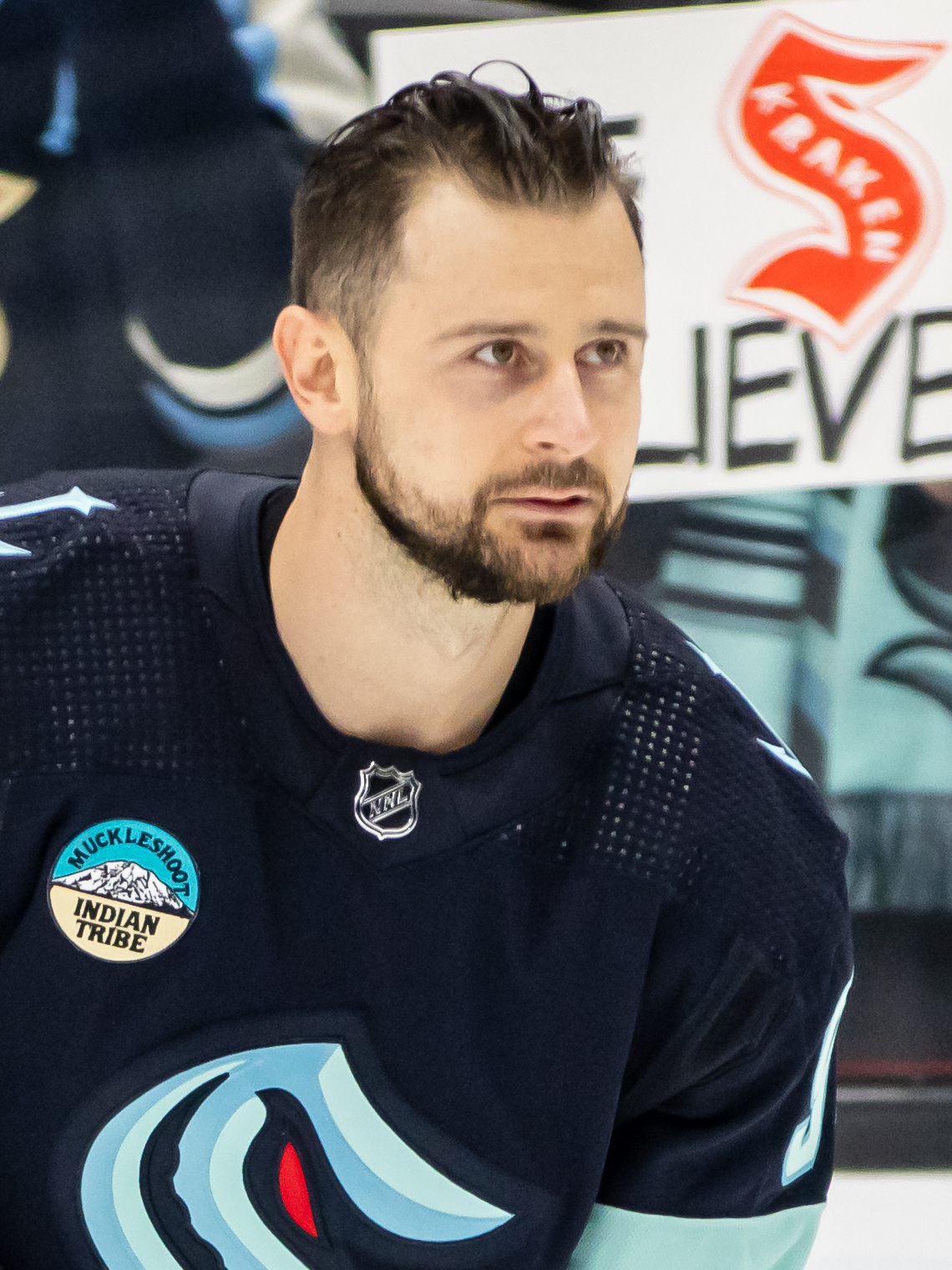
Tomáš Tatar (* 1990)

- Tatar, Zahra (* 1992), algerische Hammerwerferin
- Tatara, Atsuto (* 1987), japanischer Fußballspieler
- Tatara, Kacper (* 1988), polnischer Fußballspieler
- Tatarella, Salvatore (1947–2017), italienischer Politiker, Mitglied der Camera dei deputati, MdEP
- Tătărescu, Gheorghe (1886–1957), rumänischer Politiker
- Tatarewa, Anastassija Alexejewna (* 1997), russische Turnerin und Olympiasiegerin
- Tatari, Ayşecan (* 1989), türkische Schauspielerin
- Tatari, Muna (* 1971), deutsche Islamwissenschaftlerin und Theologin
- Tatarin-Tarnheyden, Edgar (1882–1966), deutscher Rechtswissenschaftler
- Tatarin-Tarnheyden, Jane (1886–1973), deutsche Schriftstellerin
- Tatarinoff, Eugen (1868–1938), Schweizer Archäologe, Historiker, Burgenforscher und Bibliothekar
- Tatarinow, Alexander Arkadjewitsch (* 1950), russischer Admiral und Chef des Hauptstabes der Russischen Seekriegsflotte sowie ehemaliger Kommandeur der russischen Schwarzmeerflotte
- Tatarinow, Alexander Wassiljewitsch (* 1982), russischer Eishockeyspieler
- Tatarinow, Gennadi Walerjewitsch (* 1991), russischer Radrennfahrer
- Tatarinow, Jewgeni Wladimirowitsch (* 1999), russischer Fußballspieler
- Tatarinow, Michail Wladimirowitsch (* 1966), russischer Eishockeyspieler
- Tatarinow, Nikolai Matwejewitsch (1927–2017), sowjetischer Pentathlet
- Tatarinow, Stepan Petrowitsch (1782–1847), russischer Bergbauingenieur
- Tatarka, Dominik (1913–1989), slowakischer Schriftsteller
- Tatarkiewicz, Jakub (1798–1854), Warschauer Bildhauer
- Tatarkiewicz, Władysław (1886–1980), polnischer Philosoph und Ethiker
- Tatarkowa, Olena (* 1976), ukrainische Tennisspielerin
- Tatarkówna-Majkowska, Michalina (1908–1986), polnische Politikerin (PZPR), Mitglied des Sejm
- Tataroğlu, Selim (* 1972), türkischer Judoka
- Tatarounis, Aris (* 1989), griechischer Basketballspieler
- Tatarow, Isaak Lwowitsch (1901–1938), russischer Historiker
- Tatarski, Wladlen (1982–2023), russischer MilitärbloggerWladlen Tatarski (1982–2023)

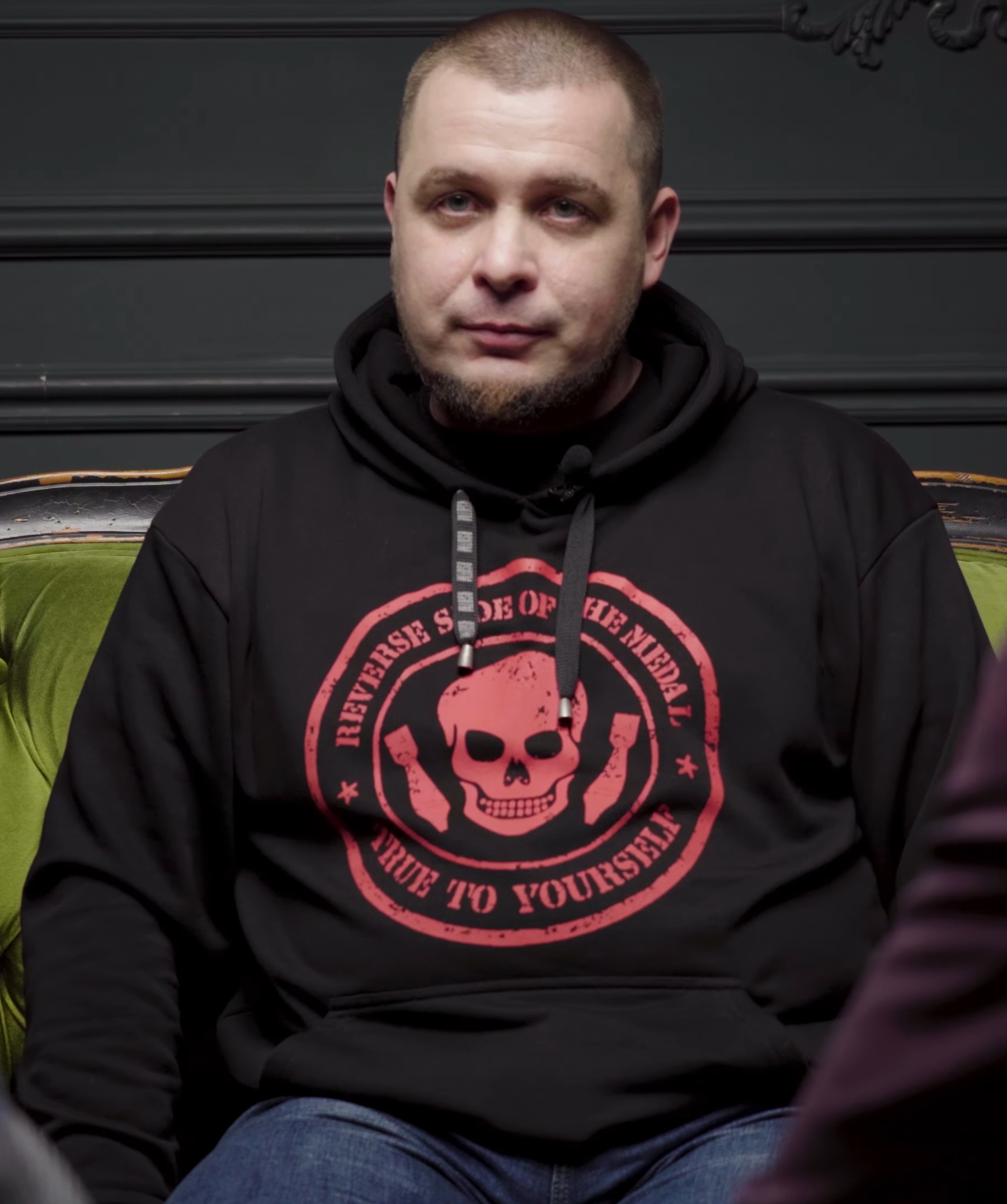
Wladlen Tatarski (1982–2023)

- Tatarskii, Valerian (1929–2020), sowjetischer und US-amerikanischer Physiker
- Tatartschew, Christo (1869–1952), Revolutionär
- Tatartschew, Iwan (1930–2008), bulgarischer Politiker und Chefankläger
- Tatartschew, Michail (1864–1917), bulgarischer Chirurg und Revolutionär
- Tatartschuk, Wladimir Iossifowitsch (* 1966), russischer Fußballspieler
- Tătaru, Daniel (* 1967), rumänisch-US-amerikanischer Mathematiker
- Tătaru, Gheorghe (1948–2004), rumänischer Fußballspieler
- Tătaru, Livia Ana (1927–2018), rumänische Sprachwissenschaftlerin, spezialisiert in Phonetik, Phonologie und Lexikologie
- Tătaru, Nicolae (1931–2001), rumänischer Fußballspieler und -trainer
- Tătăruș, Gabriela Nicole (* 1999), rumänische Tennisspielerin
- Tătărușanu, Ciprian (* 1986), rumänischer Fußballtorhüter
- Tatasciore, Fred (* 1968), US-amerikanischer Sprecher für Zeichentrickserien, Filme, Computer- und Videospiele sowie fremdsprachiger Medien
- Tataw, Stephen (1963–2020), kamerunischer Fußballspieler

### Tatc
- Tatchell, Peter (* 1952), britischer Menschenrechtsaktivist
- Tatchell, Terri (* 1978), kanadische DrehbuchautorinTerri Tatchell (* 1978)

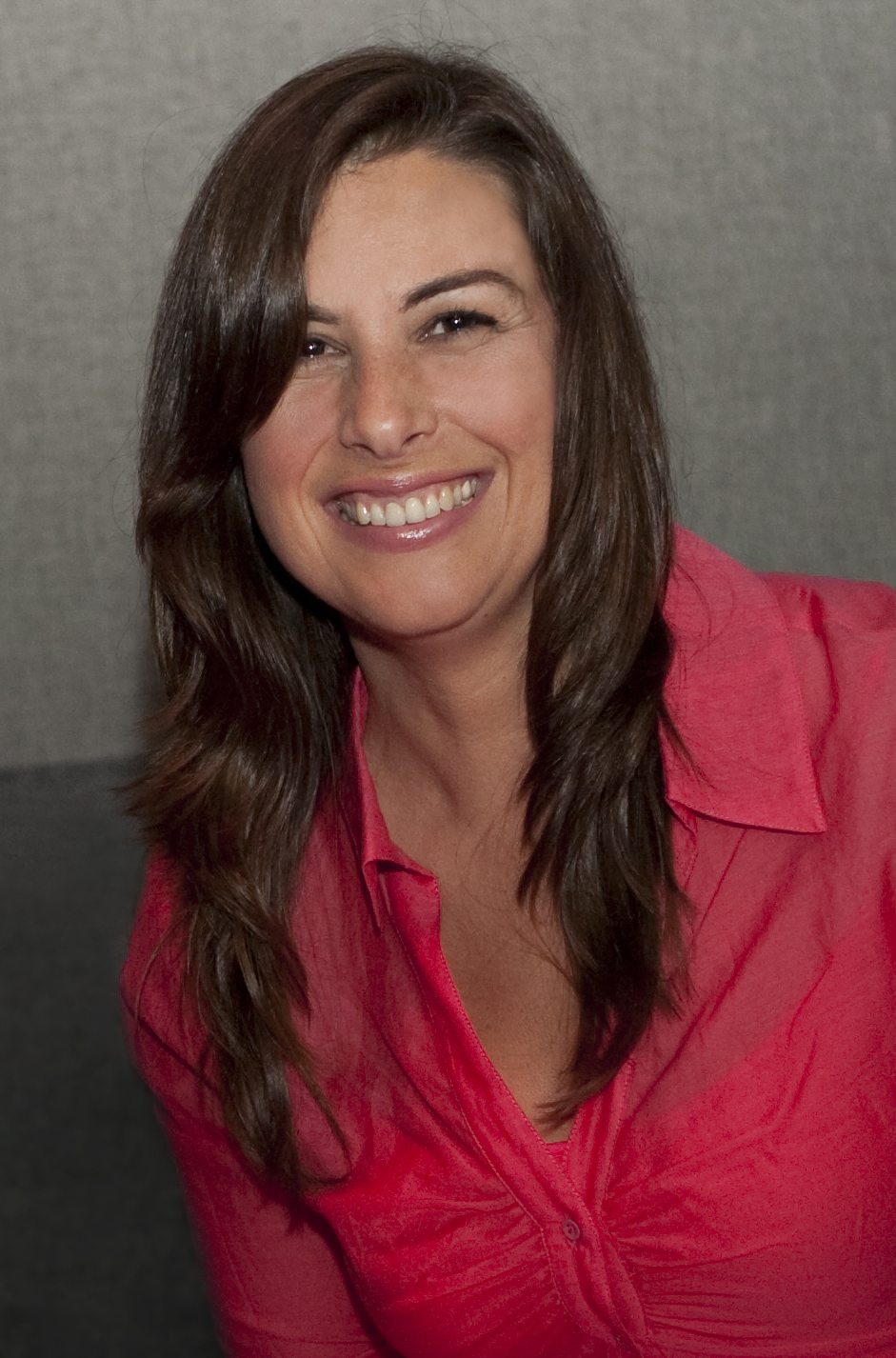
Terri Tatchell (* 1978)

- Tatchouop Belobe, Francisca (* 1972), äquatorialguineische Ministerin

### Tate
- Tate, Allen (1899–1979), US-amerikanischer Dichter und Hochschullehrer
- Tate, Andrew (* 1986), US-amerikanisch-britischer Kickboxer und InfluencerAndrew Tate (* 1986)

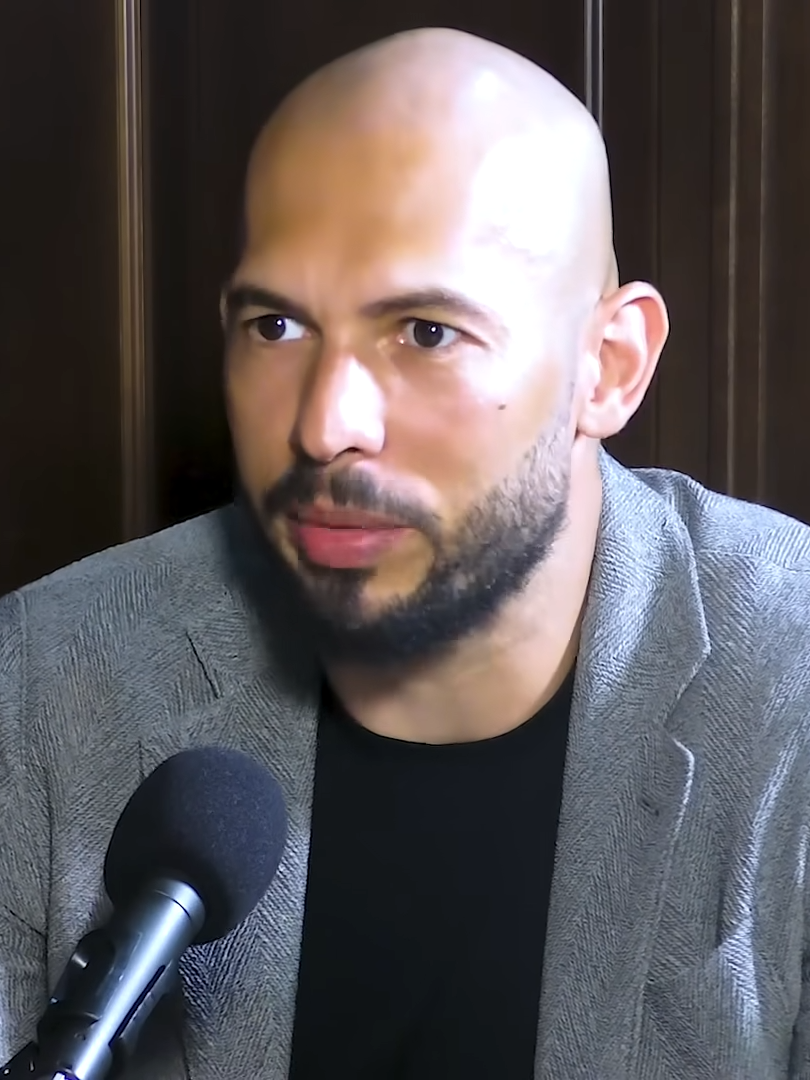
Andrew Tate (* 1986)

- Tate, Buddy (1915–2001), US-amerikanischer Jazz-Tenorsaxophonist und Klarinettist des Swing
- Tate, Cassandra (* 1990), US-amerikanische Hürdenläuferin
- Tate, Catherine (* 1969), britische Schauspielerin und Komikerin
- Tate, Charlotte Chucky, US-amerikanische Persönlichkeitspsychologin
- Tate, Craig (* 1979), US-amerikanischer Schauspieler
- Tate, Cullen (1896–1947), US-amerikanischer Regieassistent
- Tate, Darren (* 1972), britischer DJ
- Tate, Douglas (1934–2005), britischer Mundharmonikaspieler, Mundharmonika-Macher, Autor, Präsident der Society for the Preservation and Advancement of the Harmonica
- Tate, Emory (1958–2015), US-amerikanischer Schachspieler
- Tate, Erskine (1895–1978), US-amerikanischer Jazz-Bandleader und Violinist
- Tate, Farish Carter (1856–1922), US-amerikanischer Jurist und Politiker
- Tate, Frank (* 1943), US-amerikanischer Bassist (auch E-Bass, Gitarre) des Mainstream Jazz
- Tate, Frank (* 1964), US-amerikanischer Boxer
- Tate, Geoff (* 1959), US-amerikanischer SängerGeoff Tate (* 1959)

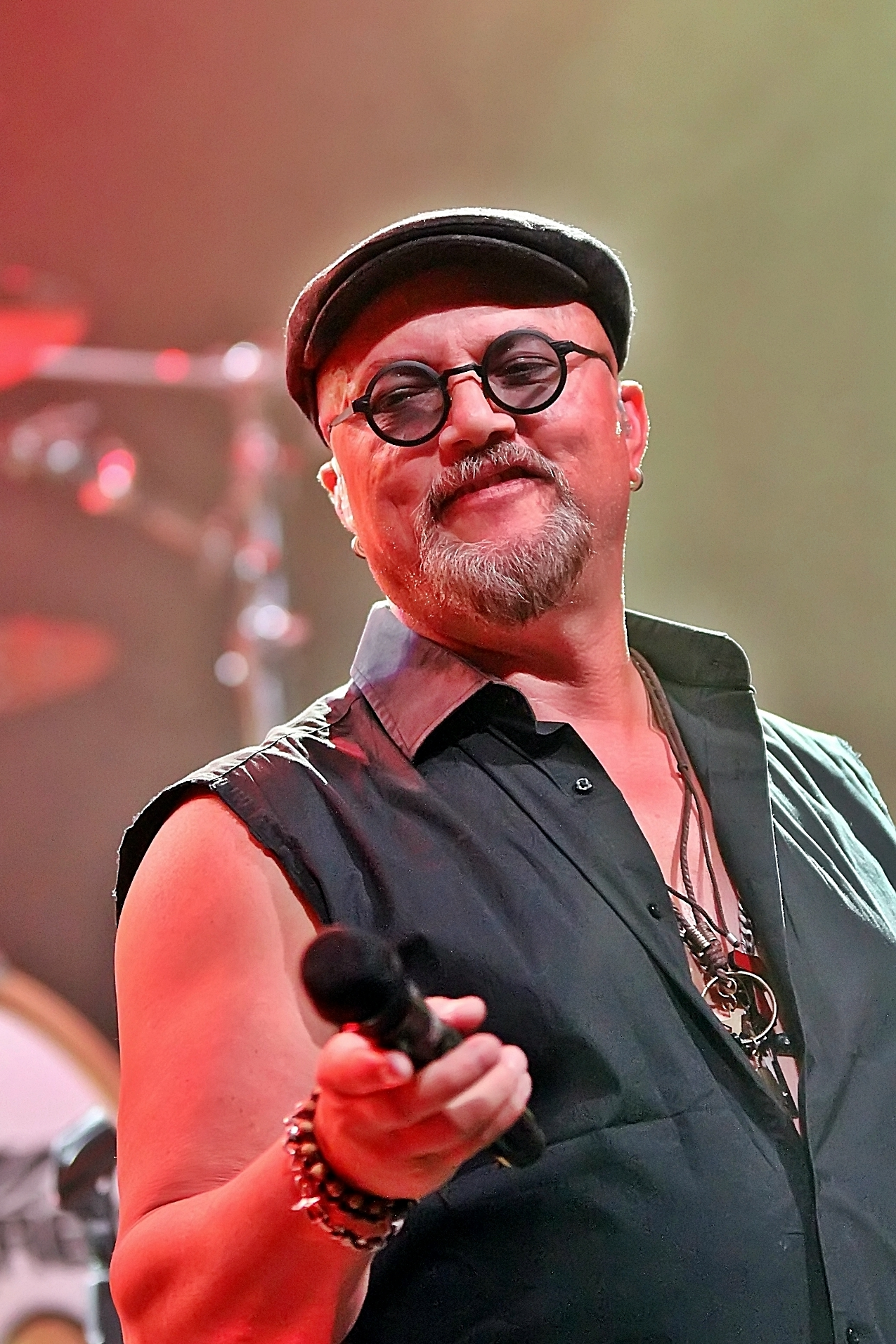
Geoff Tate (* 1959)

- Tate, George Henry Hamilton (1894–1953), anglo-amerikanischer Zoologe
- Tate, Golden (* 1988), US-amerikanischer American-Football-Spieler
- Tate, Grady (1932–2017), US-amerikanischer Jazzsänger und -schlagzeuger
- Tate, Harold Theodore (1875–1960), US-amerikanischer Regierungsbeamter
- Tate, Henry (1819–1899), Besitzer von Zuckerraffinerien und Gründer der Tate-Gallery
- Tate, James (1943–2015), US-amerikanischer Dichter und Hochschullehrer
- Tate, Jeffrey (1943–2017), britischer Mediziner und Dirigent
- Tate, John (1955–1998), US-amerikanischer Schwergewichtsboxer
- Tate, John, US-amerikanischer Jazzmusiker
- Tate, John T. (1925–2019), US-amerikanischer Mathematiker
- Tate, Judy (* 1955), amerikanische Popmusikerin (Gesang, Komposition) und Lyrikerin
- Tate, Larenz (* 1975), US-amerikanischer Schauspieler
- Tate, Lincoln (1934–2001), US-amerikanischer Schauspieler
- Tate, Magnus (1760–1823), US-amerikanischer Politiker (Föderalistische Partei)
- Tate, Merze (1905–1996), US-amerikanische Historikerin und Hochschullehrerin
- Tate, Miesha (* 1986), US-amerikanische MMA-Kämpferin
- Tate, Nahum (1652–1715), englischer Dichter und Schriftsteller
- Tate, Nick (* 1942), australischer Schauspieler und Regisseur
- Tate, Peter (* 1940), britischer Schriftsteller und Journalist
- Tate, Rachael (* 1982), britische Soundeditorin
- Tate, Randy (1952–2021), US-amerikanischer Baseballspieler
- Tate, Randy (* 1965), US-amerikanischer Politiker
- Tate, Sharon (1943–1969), US-amerikanische Filmschauspielerin und Model
- Tate, Takako (* 1978), japanische Singer-Songwriterin
- Tate, Tanya (* 1979), britische PornodarstellerinTanya Tate (* 1979)

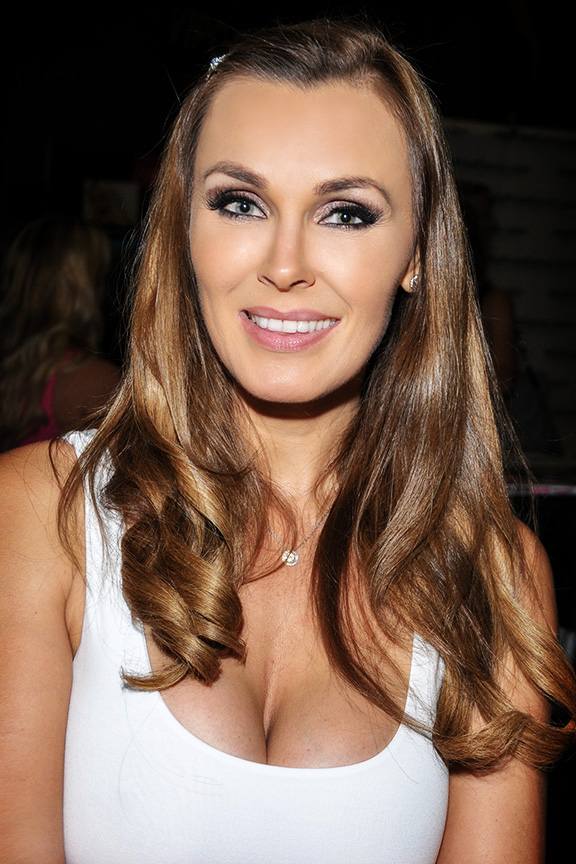
Tanya Tate (* 1979)

- Tate, Tavaris (* 1990), US-amerikanischer Sprinter
- Tate, Tristan (* 1988), US-amerikanisch-britischer Unternehmer, Influencer und Kickboxer
- Tatebayashi, Kagei, japanischer Maler
- Tateishi, Asuka (* 1983), japanischer Fußballspieler
- Tateishi, Haruka (* 1994), japanisches Model und Schauspielerin
- Tateishi, Tomonori (* 1974), japanischer Fußballspieler
- Tatekawa, Harumichi (* 1989), japanischer Rugby-Union-Spieler
- Tatekawa, Yoshitsugu (1880–1945), japanischer Armee-General
- Tatematsu, Wahei (1947–2010), japanischer Schriftsteller
- Tateno, Chiyori (* 1970), japanische Judoka
- Tateno, Izumi (* 1936), japanischer Pianist
- Tateno, Makoto, japanische Manga-Zeichnerin
- Taterka, Else (1886–1967), deutsche Malerin, Grafikdesignerin, Plakatkünstlerin, Dozentin an der Schule Reimann
- Tates, Nicolaas (1915–1990), niederländischer Kanute
- Tatevosyan, Tigran (* 1992), armenischer Jazzmusiker (Piano, Komposition)
- Tatewaki, Sadayo (1904–1990), japanische Aktivistin in der Arbeiterbewegung und Autorin
- Tateyama, Toshifumi (1923–2007), japanischer Gewerkschafter
- Tatezawa, Ryōji (* 1997), japanischer Mittel- und Langstreckenläufer

### Tatg
- Tatge, Willi (* 1958), deutscher Politiker (Bündnis 90/Die Grünen), MdB
- Tatgenhorst, Charles (1883–1961), US-amerikanischer Politiker (Republikanische Partei)

### Tath
- Tatham, Charles (1854–1939), US-amerikanischer Fechter
- Tatham, Julie (1908–1999), US-amerikanische Schriftstellerin
- Tatham, Reidun (* 1978), kanadische Synchronschwimmerin
- Tatham, Simon (* 1977), englischer Programmierer
- Tatham, Tamara (* 1985), kanadische Basketballspielerin
- Tatham, Wilfrid (1898–1978), britischer Hürden- und Mittelstreckenläufer
- Tathan, keltischer Heiliger

### Tati
- Tati Loutard, Jean-Baptiste (1938–2009), kongolesischer Schriftsteller und Politiker
- Tati, Jacques (1907–1982), französischer Schauspieler, Drehbuchautor und RegisseurJacques Tati (1907–1982)

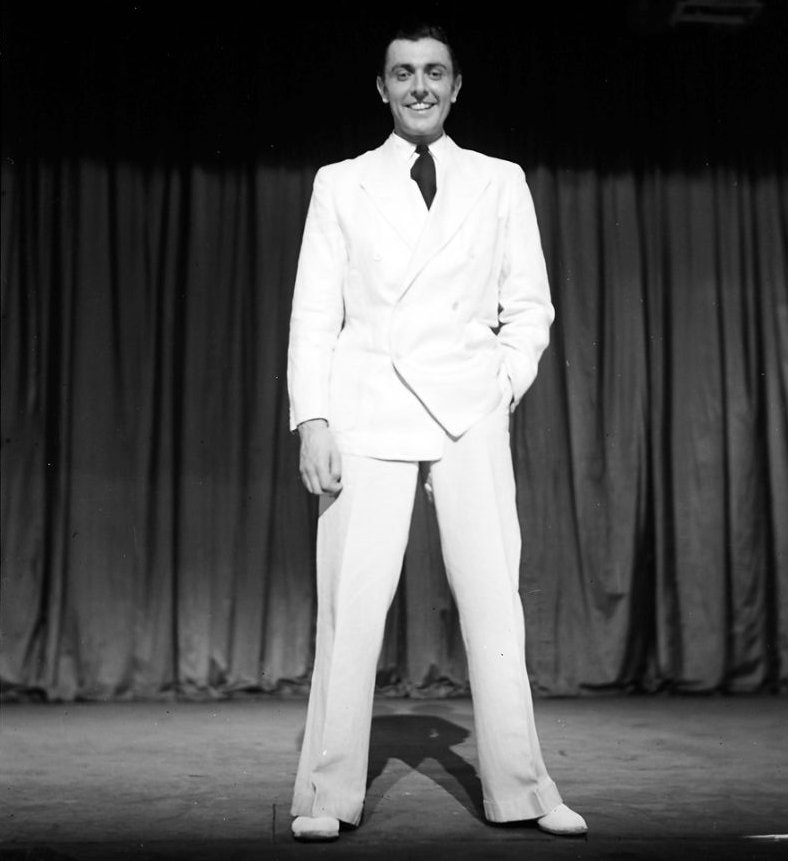
Jacques Tati (1907–1982)

- Tati, José (* 2007), kap-verdischer Schwimmer
- Tatian, christlicher Apologet
- Tatianus, spätantiker oströmischer Politiker, Konsul (466)
- Tatić, Maja (* 1970), serbische Popsängerin
- Tatíček, Petr (* 1983), tschechischer Eishockeyspieler
- Tatikios, byzantinischer General
- Tatin, Robert (1902–1983), französischer Künstler
- Tation, Tamy, Schweizer Erotikdarstellerin
- Tatís, Fernando Jr. (* 1999), dominikanischer Baseballspieler
- Tatischeff, Sophie (1946–2001), französische Filmeditorin und Filmregisseurin
- Tatischtschew, Alexander Iwanowitsch (1763–1833), russischer General und Kriegsminister
- Tatischtschew, Dmitri Pawlowitsch (1767–1845), russischer Diplomat und Kunstsammler
- Tatischtschew, Iwan Jurjewitsch (1652–1730), russischer Schiffbauunternehmer
- Tatischtschew, Wassili Nikititsch (1686–1750), russischer Staatsmann, Historiker, Geograph und Ethnograph
- Tatischwili, Anna (* 1990), georgische Tennisspielerin
- Tatischwili, Nodiko (* 1986), georgischer Popsänger
- Tatius Andronicus, spätantiker römischer Politiker; Konsul (310)
- Tatius, Marcus († 1562), Schweizer Übersetzer und Poet

### Tatj
- Tatjana von Rom, Märtyrin und Heilige
- Tatjanitschewa, Ljudmila Konstantinowna (1915–1980), sowjetische Journalistin und Dichterin
- Tatje, Susanne (* 1953), deutsche Soziologin und die bundesdeutsche erste Demographiebeauftragte in einer Kommune

### Tatl
- Tatli, Edis (* 1987), finnischer Boxer
- Tatlin, Wladimir Jewgrafowitsch (1885–1953), russischer MalerWladimir Jewgrafowitsch Tatlin (1885–1953)

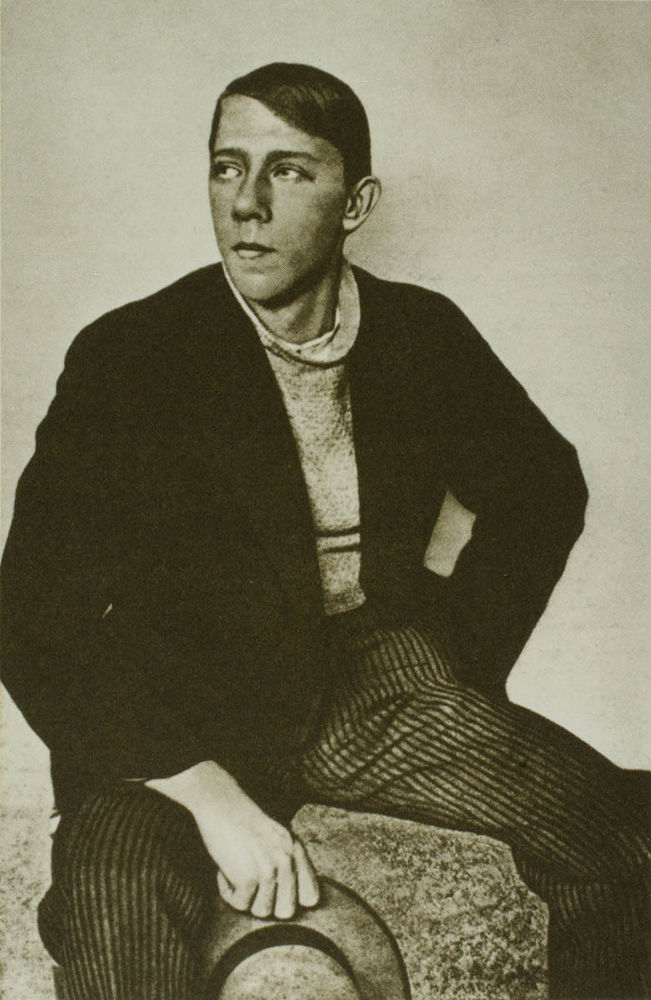
Wladimir Jewgrafowitsch Tatlin (1885–1953)

- Tatlıöz, Bahadır (* 1976), türkischer Popmusiker
- Tatlıses, İbrahim (* 1952), türkischer Sänger der arabesken Musikİbrahim Tatlıses (* 1952)

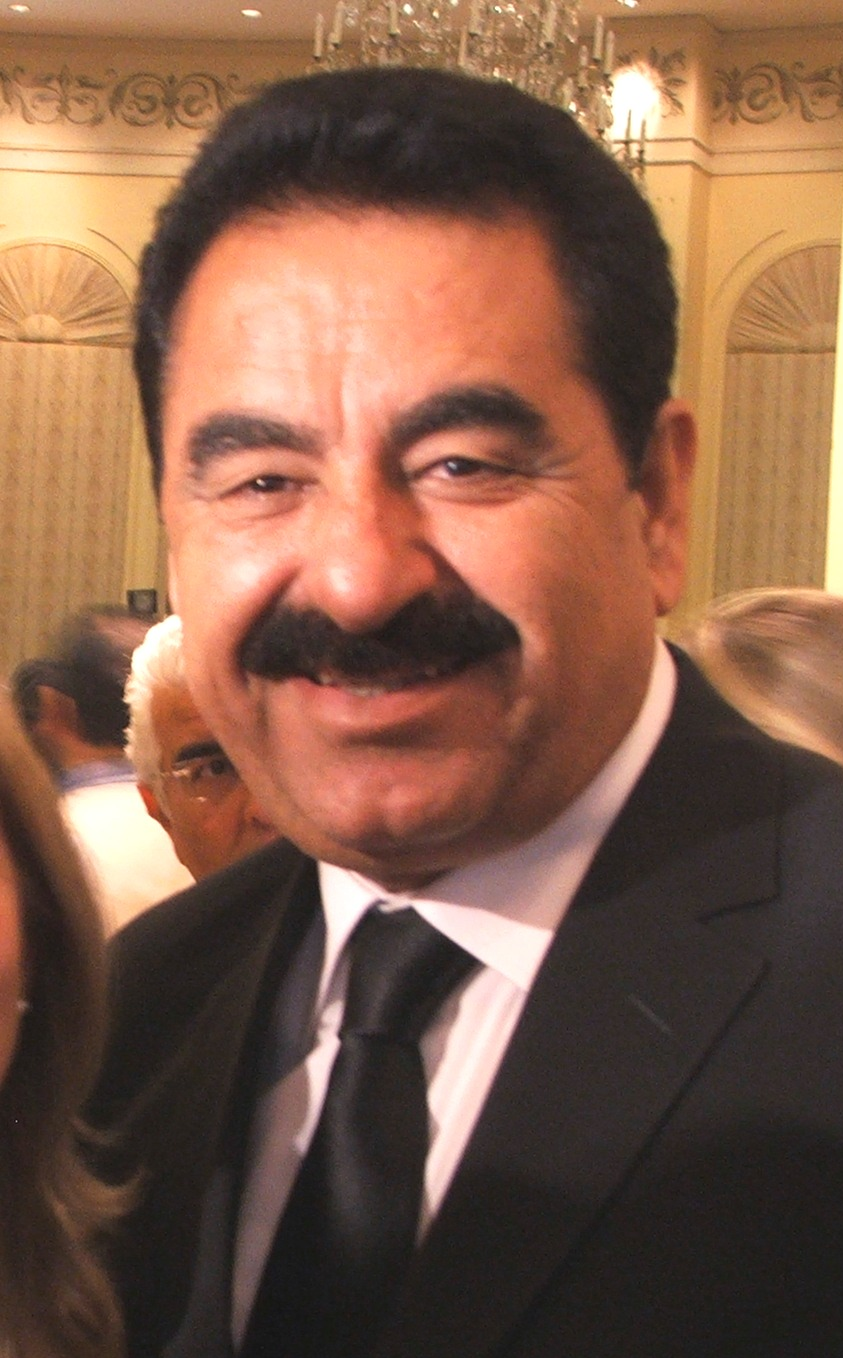
İbrahim Tatlıses (* 1952)

- Tatlıtuğ, Kıvanç (* 1983), türkischer Schauspieler und aktives Model
- Tatlock, Jean (1914–1944), US-amerikanische Psychiaterin und Ärztin, Freundin von Robert Oppenheimer
- Tatlot, Johan (* 1996), französischer Tennisspieler

### Tatn
- Tatnoth, Bischof von Rochester

### Tato
- Tato, Herrscher der Langobarden
- Tato Losada, Eloy (1923–2022), spanischer Ordensgeistlicher, römisch-katholischer Bischof von Magangué
- Tato, Juan Manuel (1902–2004), argentinischer HNO-Mediziner
- Tato, Manuel (1907–1980), argentinischer Geistlicher, Bischof von Santiago del Estero
- Tatom, Absalom (1742–1802), US-amerikanischer Politiker
- Taton, René (1915–2004), französischer Mathematikhistoriker
- Tatoris, Jonas (1925–2004), litauischer Kunsthistoriker
- Tatoris, Juozas (1905–1977), litauischer Agronom, Zootechniker, Politiker und Vizeminister
- Tatorytė, Gryta (* 1989), litauische Pianistin
- Tatos, Andreas (* 1989), griechischer Fußballspieler
- Tatour, Dareen (* 1982), palästinensische Dichterin, Fotografin und Social-Media-Aktivistin

### Tatr
- Tátrai, Vilmos (1912–1999), ungarischer Geiger, Dirigent und Musikpädagoge
- Tatranow, Konstantin (* 1972), ukrainischer Badmintonspieler
- Tatree Seeha (* 1983), thailändischer Fußballspieler
- Tatret, Anne Gnahouret, ivorische Politikerin
- Tatro, Duane (1927–2020), US-amerikanischer Komponist

### Tats
- Tatschl, Andreas (* 1999), österreichischer Fußballspieler
- Tatschmurat, Carmen (* 1950), deutsche Benediktinerin, Äbtissin und Professorin für Soziologie
- Tatsuhara, Motoo (1913–1984), japanischer Fußballspieler
- Tatsuki, Ryō (* 1954), japanische Manga-Künstlerin
- Tatsumi, Fusa (1907–2023), japanische Supercentenarian
- Tatsumi, Juri (* 1979), japanische Synchronschwimmerin
- Tatsumi, Naofumi (1845–1907), japanischer General
- Tatsumi, Yoshihiro (1935–2015), japanischer Comiczeichner
- Tatsuno Kingo (1854–1919), japanischer Architekt
- Tatsuno, Kōji (* 1964), Herrenschneider und Modedesigner
- Tatsuta, Kanae (* 1992), japanische Stabhochspringerin
- Tatsuta, Shinji (1914–1991), japanischer Skispringer
- Tatsuta, Yūgo (* 1998), japanischer Fußballspieler
- Tatsuya, Nakadai (* 1932), japanischer SchauspielerTatsuya Nakadai (* 1932)

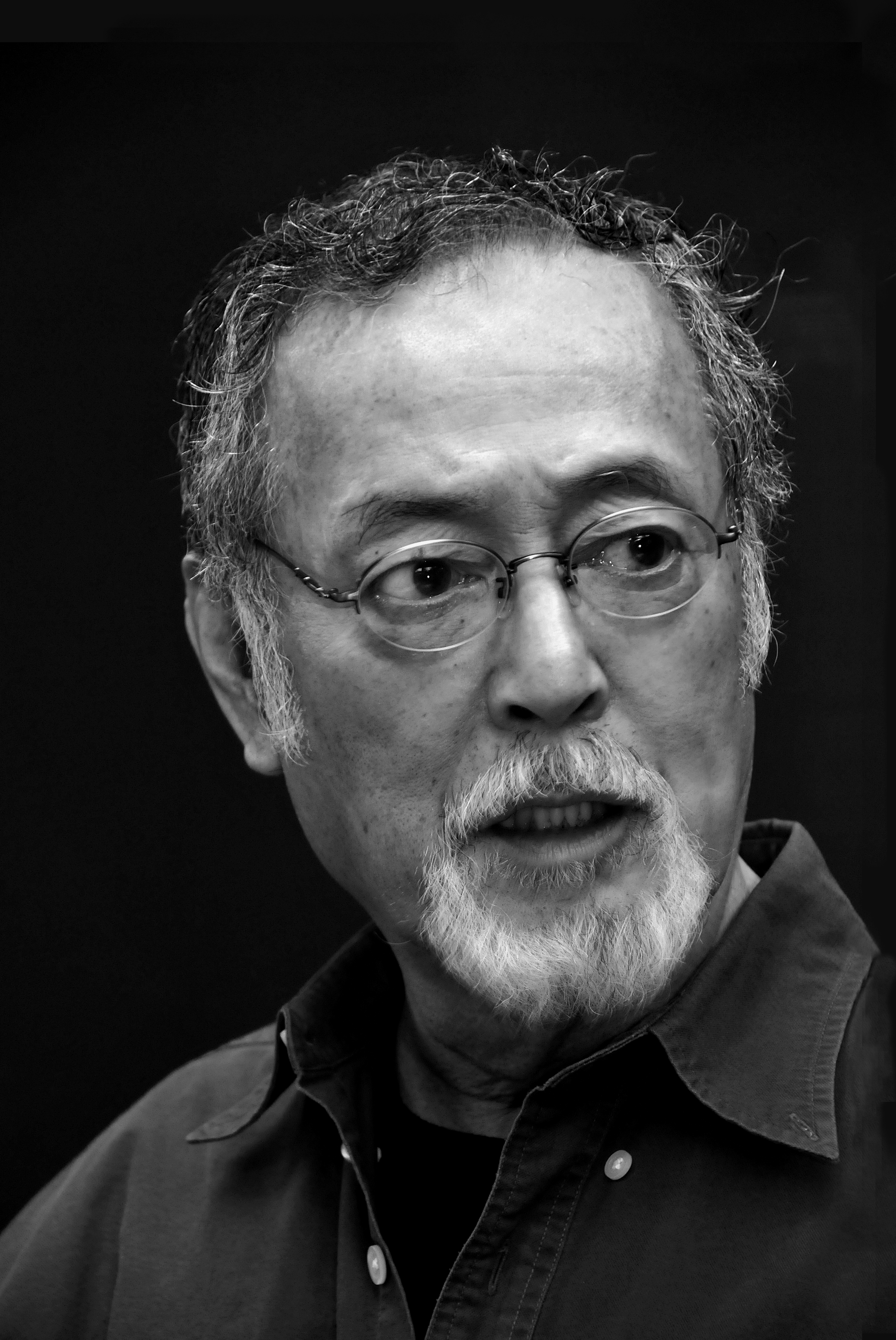
Tatsuya Nakadai (* 1932)

- Tatsuyoshi, Jōichirō (* 1970), japanischer Boxer im Bantamgewicht

### Tatt
- Tattam, Henry (1788–1868), englischer Koptologe
- Tätte, Jaan (* 1964), estnischer Dramatiker, Schauspieler und Sänger
- Tattegrain, Francis (1852–1915), französischer Maler
- Tattenai, persischer Statthalter der Transeuphratene
- Tattenbach, Christian von (1846–1910), deutscher Diplomat
- Tattenbach, Franz von (1896–1974), deutscher Botschafter
- Tattenbach, Franz von (1910–1992), deutscher Ordensgeistlicher, Jesuit
- Tattenbach, Georg Ignaz von († 1734), deutscher General
- Tattenbach, Hans Erasmus von (1631–1671), Graf in der Untersteiermark, Beteiligter der Magnatenverschwörung
- Tattenpach, Odo (1905–1953), deutscher Maler und Bildhauer
- Tatter, Georg (1857–1924), Königlicher Hofgärtner, Garteninspektor und Landschaftsarchitekt
- Tatter, Georg Ernst (1689–1755), deutscher Hofgärtner
- Tatter, Georg Ernst (1757–1805), britisch-hannoveranischer Diplomat
- Tatter, Johann Jonas Christian (1729–1812), Königlich Großbritannischer und Kurfürstlich Braunschweig-Lüneburgischer Gartenmeister und Hofgärtner
- Tatter, Johann Wilhelm (1719–1795), Königlich Großbritannischer und Kurfürstlich Braunschweig-Lüneburgischer Hofgärtner
- Tatter, William Heinrich Adolf (1823–1897), Königlich Hannoverscher Oberhofgärtner
- Tattermusch, Reinhold (* 1967), deutscher Fußballspieler
- Tattermusch, Ted (* 2001), deutscher Fußballspieler
- Tattermuschová, Helena (1933–2025), tschechoslowakische Opernsängerin (Sopran)
- Tattersall, Alfred (1866–1951), neuseeländischer Fotograf
- Tattersall, David (* 1960), britischer Kameramann
- Tattersall, Gale (* 1948), britischer Kameramann
- Tattersall, Ian (* 1945), britischer Paläoanthropologe
- Tattersall, Richard (1724–1795), englischer Unternehmer
- Tatti, Jessica (* 1981), deutsche Politikerin (Die Linke, BSW), MdBJessica Tatti (* 1981)

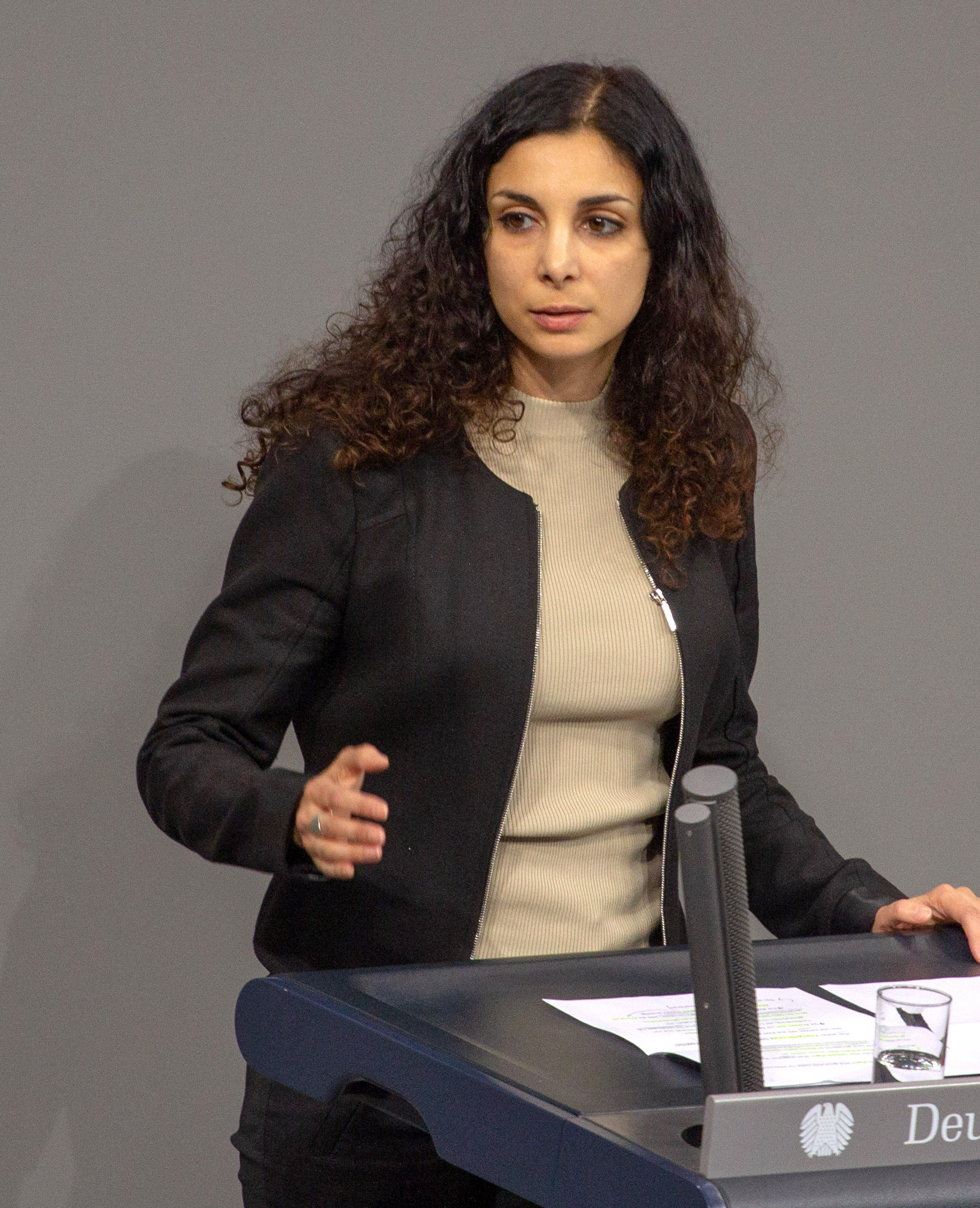
Jessica Tatti (* 1981)

- Tatti, Pierino (1893–1963), Schweizer Politiker (FDP), Tessiner Grossrat und Nationalrat
- Tattnall, Edward Fenwick (1788–1832), US-amerikanischer Politiker
- Tattnall, Josiah senior († 1803), britisch-amerikanischer Politiker und Gouverneur von Georgia (1801–1802)
- Tatton, James (* 1978), englischer Snookerspieler

### Tatu
- Tatu, Leandro (* 1982), brasilianischer Fußballspieler
- Tătulescu, Laura (* 1981), rumänisch-amerikanische Opernsängerin (Sopran)
- Tatulinski, Anton (1869–1959), Abgeordneter der deutschen Minderheit im polnischen Sejm
- Tatum, Ariel (* 1984), britischer Fußball- und Flag-Football-Spieler von den Cayman Islands
- Tatum, Art (1909–1956), US-amerikanischer Jazz-Pianist
- Tatum, Bradford (* 1965), US-amerikanischer Schauspieler und Schriftsteller
- Tatum, Channing (* 1980), US-amerikanischer SchauspielerChanning Tatum (* 1980)

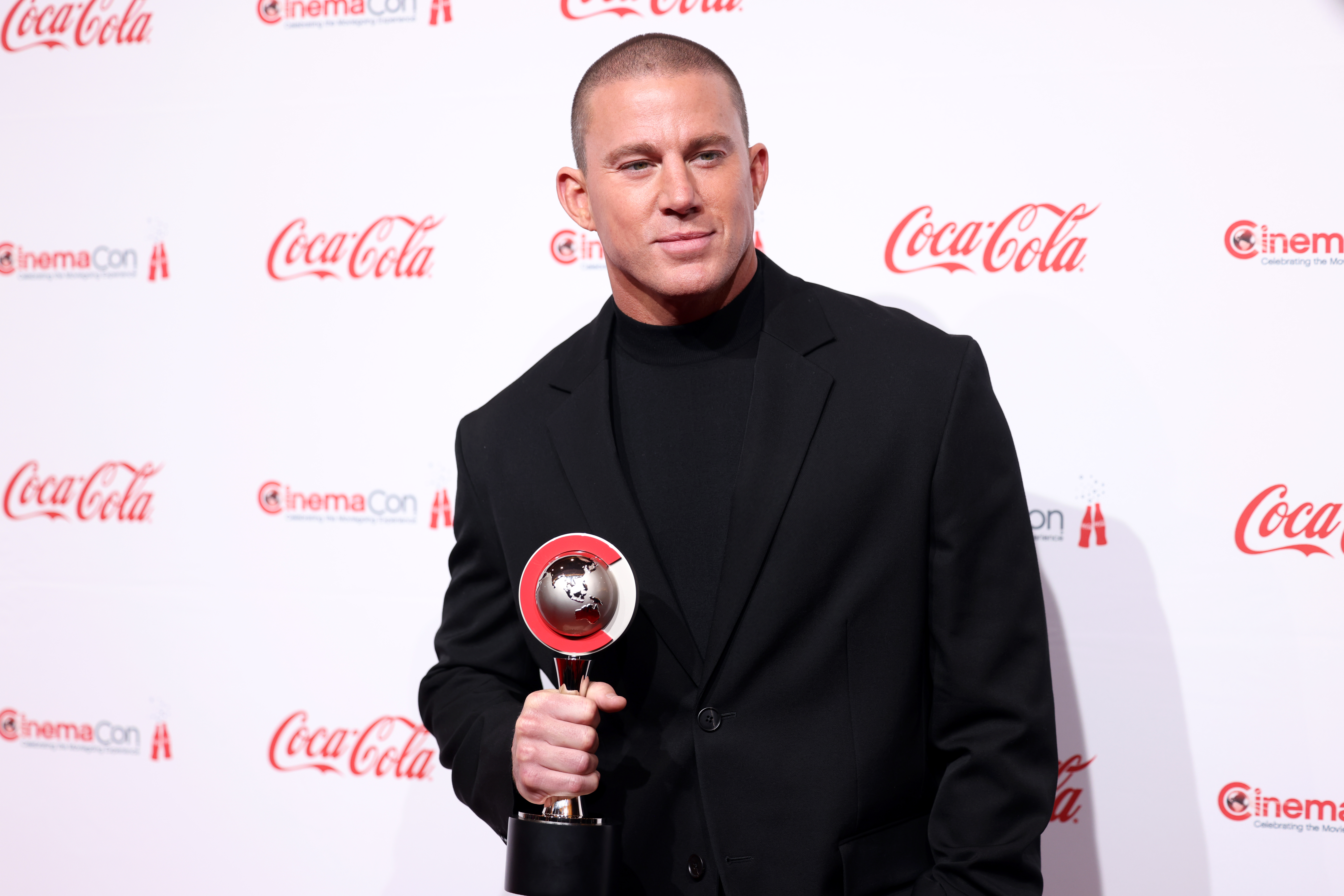
Channing Tatum (* 1980)

- Tatum, Donn (1913–1993), US-amerikanischer Manager
- Tatum, Edward Lawrie (1909–1975), US-amerikanischer Genetiker
- Tatum, Hilt (1934–2025), US-amerikanischer Zahnarzt und Implantologe
- Tatum, James (1931–2021), US-amerikanischer Jazzmusiker (Piano, Komposition) und Hochschullehrer
- Tatum, Jayson (* 1998), US-amerikanischer Basketballspieler
- Tatum, Kelvin (* 1964), britischer Bahnsportler
- Tatunca Nara (* 1941), deutsch-brasilianischer Hochstapler
- Tatunz, Swetlana Achundowna (* 1953), russische Ethnosoziologin, Konfliktforscherin und Hochschullehrerin
- Tatupu, Lofa (* 1982), US-amerikanischer Footballspieler und Footballtrainer
- Tatur, Melanie (* 1944), deutsche Politikwissenschaftlerin und Hochschullehrerin
- Tatuś, Eryk (1914–1985), deutscher und polnischer Fußballspieler
- Tatuschin, Boris Georgijewitsch (1933–1998), sowjetischer Fußballspieler

### Tatw
- Tatwaffe, deutscher RapperTatwaffe

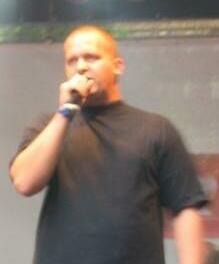
Tatwaffe

- Tatwin († 734), Erzbischof von Canterbury (731–734)

### Taty
- Tatyos Efendi (1855–1913), osmanischer Komponist, Qanun- und Violinvirtuose

### Tatz
- Tatzber, Martin (1893–1958), österreichischer Politiker (SPÖ), Landtagsabgeordneter
- Tatzel, Wilma (1920–1992), österreichische Schauspielerin
- Tatzer, Hans (1905–1944), österreichischer Eishockeyspieler
- Tatzig, Maike (* 1973), deutsche Fernsehmoderatorin und Fernsehproduzentin
- Tatzkow, Monika (* 1954), deutsche Historikerin
- Tatzl, Thomas (* 1980), österreichischer Opernsänger (Bassbariton)
- Tatzreiter, Herbert (* 1938), österreichischer Germanist